# Rhynchina
Rhynchina är ett släkte av fjärilar. Rhynchina ingår i familjen nattflyn.

## Dottertaxa tillRhynchina, i alfabetisk ordning[1]
- Rhynchina abducalis
- Rhynchina albidula
- Rhynchina albiluna
- Rhynchina albiscripta
- Rhynchina angulifascia
- Rhynchina angustalis
- Rhynchina angustata
- Rhynchina antistropha
- Rhynchina aroa
- Rhynchina barbarae
- Rhynchina bettoni
- Rhynchina bicolor
- Rhynchina brunneipalpia
- Rhynchina buchanani
- Rhynchina caerulescens
- Rhynchina caesa
- Rhynchina canariensis
- Rhynchina changyangis
- Rhynchina claudiae
- Rhynchina colabasis
- Rhynchina columbaris
- Rhynchina coniodes
- Rhynchina cramboides
- Rhynchina crassiquamata
- Rhynchina cretacea
- Rhynchina curviferalis
- Rhynchina curvilinea
- Rhynchina desquamata
- Rhynchina echionalis
- Rhynchina edii
- Rhynchina ferreipars
- Rhynchina heinrichharreri
- Rhynchina herbuloti
- Rhynchina ides
- Rhynchina imitans
- Rhynchina incurvata
- Rhynchina innotata
- Rhynchina inornata
- Rhynchina kengkalis
- Rhynchina leucodonta
- Rhynchina leucogonia
- Rhynchina lithinata
- Rhynchina markusmayerli
- Rhynchina meeki
- Rhynchina michaelhaeupli
- Rhynchina morosa
- Rhynchina obliqualis
- Rhynchina pallidinota
- Rhynchina perangulata
- Rhynchina pervulgaris
- Rhynchina pionealis
- Rhynchina poecilopa
- Rhynchina rivuligera
- Rhynchina robusta
- Rhynchina rudolfmayerli
- Rhynchina sahariensis
- Rhynchina sigillata
- Rhynchina similalis
- Rhynchina striga
- Rhynchina suttoni
- Rhynchina talhanica
- Rhynchina taruensis
- Rhynchina tenuipalpis
- Rhynchina tinctalis
- Rhynchina tripunctigera
- Rhynchina undulalis
- Rhynchina uniformis
- Rhynchina warreni
- Rhynchina vigens
- Rhynchina xylina